# VP9
VP9 je otevřený formát komprese videa vyvíjený firmou Google. Dříve byl vyvíjený pod názvem Next Gen Open Video (NGOV) a VP-Next. VP9 je nástupcem VP8. Obě normy využívají formátu video souboru WebM. Kodek je již implementován v knihovně libvpx.

## Historie
Vývoj VP9 začal ve třetím čtvrtletí roku 2011. Jedním z cílů VP9 je snížení přenosové rychlosti o 50 % ve srovnání s VP8, při zachování stejné kvality obrazu. V prosinci 2012 byl VP9 dekodér přidán do webového prohlížeče Chromium, o něco později i do prohlížeče Google Chrome ve verzi 25. 8. května 2013 Google oznámil dokončení VP9. 1. července 2013 Google oznámil, že VP9 bylo povoleno ve výchozím nastavení vývojové verze Google Chrome. 3. října 2013 byl přidán VP9 dekodér do FFmpeg a 15. listopadu 2013 do Libav. 7. ledna 2014 společnost Ittiam představila svůj VP9 dekodér na architektuře ARM, postavený ve spolupráci s ARM a Google. 18. března 2014 Mozilla přidala podporu VP9 do Firefoxu verze 28.

## Podpora
První hardwarové dekodéry VP9 ve svých čipech představili Nvidia a MediaTek, během roku 2014 či během dalšího roku tak má učinit ještě několik dalších předních výrobců. Podporu přehrávání VP9 video formátu ve video tagu HTML5 mají prohlížeče Chromium, Chrome, Firefox, Opera. Formát VP9 bude také podporován v rozhraní WebRTC, otevřeném standardu pro komunikaci v reálném čase pomocí webového prohlížeče. WebRTC už podporují webové prohlížeče Firefox, Opera a Chrome. Videoserver YouTube svá videa v rozlišení 4K ukládá do formátu VP9. Podpora VP9 je zahrnuta v některých z nových generací chytrých mobilních telefonů, tabletů a chytrých televizorů. Výrobci kamer Sony, LG a Panasonic představili první produkty umožňující záznam do VP9. VP9 přehrají multimediální přehrávače VLC, KMPlayer, MPlayer, Winamp, Miro. Podpora pro VP9 je zahrnuta i v multimediálních frameworcích FFmpeg a Libav.